# Sex and Death 101
Sex and Death 101 (Sexo a la carta en España) es una película estadounidense de 2007 escrita y dirigida por Daniel Waters y protagonizada por Simon Baker y Winona Ryder. La película supuso el reencuentro entre el director y Winona Ryder, con quien había trabajado en Heathers (1988).
El estreno oficial fue el 4 de abril de 2008 en Estados Unidos

## Sinopsis
Roderick Blank (Simon Baker) recibe un mensaje de correo electrónico que cambia su vida para siempre: en él hay una lista con los nombres de las personas con las que ha mantenido sexo y con las que lo tendrá. Pero, por si fuera poco, va a encontrarse con una femme fatale (Winona Ryder) que tiene como objetivo los hombres culpables de algún delito sexual.
Roderick Blank (Simon Baker) es un joven exitoso hombre de negocios con un gran trabajo como ejecutivo de "golondrinas", una cadena de restaurantes de comida rápida de gama alta, y una hermosa novia, Fiona Ajenjo (Julie Bowen). En el día de su despedida de soltero, recibe por correo electrónico una lista de todas las mujeres con las que ha dormido. Curiosamente, mientras que la lista tiene 101 nombres, su novia es únicamente la número 29. Él asume que la lista es una broma, cortesía de sus mejores amigos Zack (Neil Flynn) y Lester (Dash Mihok), hasta que conoce el número 30, Carlotta Valdez, quien es la estríper en su despedida de soltero. Después de dormir con Carlotta, se da cuenta de que la lista, de hecho, comprende todas sus parejas sexuales, el pasado y el futuro.
Roderick cancela su boda próxima y comienza una búsqueda cada vez más compulsiva de las personas en la lista, con el objetivo evidente de acostarse con ellas. A pesar de que hace una conexión con algunas de las mujeres, no es capaz de sentar cabeza y se ve obligado a continuar sin descanso la carrera que ha empezado. Al principio sus amigos le admiran y le envidan, pero poco a poco, empiezan a preocuparse por su bienestar mental, en particular su secretaria que lo convence para enterrar la lista. Antes de que haga eso, ve sólo una parte del próximo nombre, incluyendo "Dr." y las primeras letras. Él supone que ese nombre es el de una veterinaria encantadora y peculiar de Lester (Leslie Bibb), de la cual se enamora. Pero tras pasar muchos encuentros juntos, empieza a dudar si ella es el siguiente nombre en la lista ya que a pesar de tener  mucho en común y de divertirse juntos, ella es reacia a acostarse con él. En un momento dado, ella le muestra que no tiene los mismos sentimientos que él, y que quiere ser "sólo amigos". Desesperado, desentierra la lista y descubre que ella no estaba en la lista, después de lo cual ella tiene una muerte accidental prematura. Él continúa su "misión".
En un momento dado de su "misión", se entera de que la última persona de la lista es "Muerte Nell" (Winona Ryder), que ha estado tomando venganza contra los hombres que se siente haber tomado ventaja sexual de las mujeres. Ella seduce a estos hombres y luego las drogas que inducen un estado de coma, dejando detrás de ellos junto con una línea de poesía feminista aerosol pintado en la pared o en el techo. Pero después de su más reciente conquista, ella accidentalmente deja atrás su licencia de conducir, dejando al descubierto su verdadera identidad, Gillian De Raisx, al mundo.
El estado mental de Roderick se ve comprometido cuando se da cuenta de que el último nombre en su lista es Gillian. Con veinte nombres más a la izquierda en la lista, decide abandonarlo todo y ocupa diversos pasatiempos para no ceder a la tentación. Después de un accidente durante un paseo en bicicleta, que es considerada por un grupo de estudiantes de sexo femenino (todos vírgenes) de una universidad católica que creen que él ha sido "entregado por Dios" para desflorarlas. No se sabe muy bien si Roderick no es capaz de resistir a la tentación, o si es que del accidente queda temporalmente sin fuerzas para oponerse a la situación. En cualquier caso, se catapulta a sí mismo de la número 82 a la número 99 en el espacio de una tarde. Se da cuenta de que solo queda una mujer antes de la número 101, pero luego recuerda el nombre de la persona que conduce el autobús de las chicas, esa persona es la  número 100.
Sabiendo que la "muerte Nell" es la última persona en su lista (y que no puede sobrevivir a una noche con ella) Roderick trata de cambiar su destino, primero al convertirse en un cierre, y luego siguiendo la pista a otra Gillian de Raisx en Sídney, Australia. Pero cuando se entera de que la Agencia están cerca de la captura de la muerte de Nell, tiene un repentino cambio de corazón. La culpa del pánico sobre el tratamiento de sus conquistas anteriores, decide enfrentarse a las consecuencias.
Roderick y Gillian se reúnen en un restaurante, donde comparten una comida y la conversación. Gillian revela que ella era una estudiante de física-química que se casó joven y se vio obligada a realizar favores sexuales degradantes con su esposo, quien también abusó de ella físicamente. Después de su muerte, que fue causado por descuido por Gillian, se dio cuenta de que podía repartir castigos similares a otros hombres que tratan mal a las mujeres. Gillian revela que ella está agotada de toda la tarea y no está segura de si tiene la convicción de continuar. Roderick y Gillian se conectan, y convienen en cada toma el sedante juntos. Ellos toman las píldoras a la vez, y pasan la noche juntos, con "The End" aerosol pintado en la pared detrás de ellos.
El epílogo revela que Roderick y Gillian sobrevivieron a las pastillas. Se les ve felizmente casados y con un hijo. Víctimas en estado de coma de la "Muerte Nell" recobran la conciencia y una breve escena en la Agencia sugiere que Roderick y Gillian estarán siempre juntos.

## Elenco
- Simon Baker ... Roderick Blank
- Winona Ryder ... Gillian De Raisx/Death Nell
- Robert Wisdom ... Alpha
- Tanc Sade ... Beta
- Patton Oswalt ... Fred
- Mindy Cohn ... Trixie
- Keram Malicki-Sanchez ... Master Bitchslap
- Julie Bowen ... Fiona Wormwood
- Neil Flynn ... Zack
- Retta ... Ethel
- Corinne Reilly ... Lizzie
- Cindy Pickett ... Madre de Roderick
- Winter Ave Zoli ... Alexis
- Dash Mihok ... Lester
- Jessica Kiper ... Carlotta Valdes
- Sophie Monk ... Cynthia Rose
- Marshall Bell ... Victor Rose III
- Amanda Walsh ... Kathleen
- Leslie Bibb ... Dr. Miranda Storm

## Recepción
La película recibió críticas negativas por lo general. The New York Times la calificó como una "comedia lamentable". Rotten Tomatoes informó que el 23% de críticos le dio a la película críticas negativas, basado en 30 comentarios. Metacritic le dio un 26 de 100, basado en 10 comentarios.